# ليلي تيرتاسانا نيو
ليلي تيرتاسانا نيو (بالإنجليزية: Lily Tirtasana Neo) (بالصينية : 梁莉莉 ؛ بينيين: لانغ لي لو ) من مواليد 12 أغسطس 1953 وهي طبيبة وممارسة عامة في سنغافورة وعضوة في حزب العمل الشعبي (PAP-  Neo) وعضوة في البرلمان.

## حياتها وتعليمها
ولدت ليلي نيو في مدينة ميدان (سومطرة)، إندونيسيا  في 12 أغسطس عام 1953. درست في مدرسة ثامرين الابتدائية الميثودية في ميدان من 1961 إلى 1969. وبعد ذلك ، التحقت بمدرسة الميثوديست العليا في بينانغ وأكملت دراستها في أستراليا قبل التخرج. حصلت على بكالوريوس الطب والجراحة ، وبكالوريوس الجراحة من كلية الجراحين الملكية في إيرلندا في عام 1980.
تخلت ليلي نيو عن جنسيتها الاندونيسية وأصبحت سنغافورية لأكثر من 35 سنة. وهي متزوجة ولديها طفلان كلاهما يمارس الطب.

## عملها
بعد حصولها على شهادتها الطبية ، أصبحت نيو أخصائية طبية تعمل لحسابها الخاص. وهي أيضًا عضو في حزب العمل الشعبي.
دخلت نيو السياسة عام 1996 وانتُخبت في البرلمان كعضو في البرلمان عن كيم سينغ داخل دائرة تمثيل لمجموعة كريتا آير-تانجلين (GRC) خلال الانتخابات العامة في سنغافورة في يناير 1997. بعد ذلك ، عملت كنائبة في كريتا آير-كيم سينغ في دائرة تمثيل مجموعة جالان بيسار لمدة ثلاث فترات متتالية (2001 و 2006 و 2015) ودائرة تمثيل لمجموعة تانجونج باجار لفترة واحدة (2011).
في الإنتخابات العامة عام 2011 ، انتقلت إلى تانجونج باغار GRC وتم إعادة انتخابها لتخدم كنائبة برلمانية عن كريتا آير-كيم سينغ نظراً لعدم وجود معارضة انتخابية في تانجونغ باغار.
ومنذ ذلك الحين ، عادت إلى جالان بيسار جي آر سي في الانتخابات التشريعية السنغافورية 2015.
شغلت نيو منصب رئيس مجلس مدينة تانجونغ باغار حتى عام 2015. ونائبة رئيس اللجنة البرلمانية الحكومية للتنمية الاجتماعية والأسرية. وتشمل مناصبها الحالية: عضوة في لجنة مجلس النواب واللجنة البرلمانية الحكومية للنقل.
عملن نيو في السابق كرئيسة للعديد من اللجان البرلمانية الحكومية ، ورئيسة مجلس مدينة جالان بيسار وأمينة الصندوق لجناح النساء في PAP.
وقد دعمت نيو التدابير الاجتماعية لذوي الدخل المنخفض ، وخاصة كبار السن والأطفال الصغار.

## حياتها الشخصية
تزوجت ليلي نيو من دكتور توليد ولديهم طفلان وخمسة أحفاد.
كانت ليلي نيو تستمتع بلعب البيانو والسباحة والقراءة.